# Le Formentor
Le Formentor es una edificio residencial en altura en Mónaco. Tiene 27 plantas y 78 metros de altura. Monaco Modern'Art, una galería de arte, se encuentra en el edificio. El consulado de Uruguay en Mónaco también se encuentra en Le Formentor.

## Ubicación
Se encuentra en 27 Avenue Princesse Grace en el distrito de Larvotto en Mónaco.

## Historia
La construcción del edificio estuvo completada en 1981. Fue construido por la empresa de construcción Monegasca, J. B. Pastor et fils. Pertenece al Groupe Pastor, cuyas oficinas están localizadas en el edificio.

## Residentes notables
- Victor Hervey, sexto Marqués de Bristol (apartamento 1E)[8]